# Rabotkerk

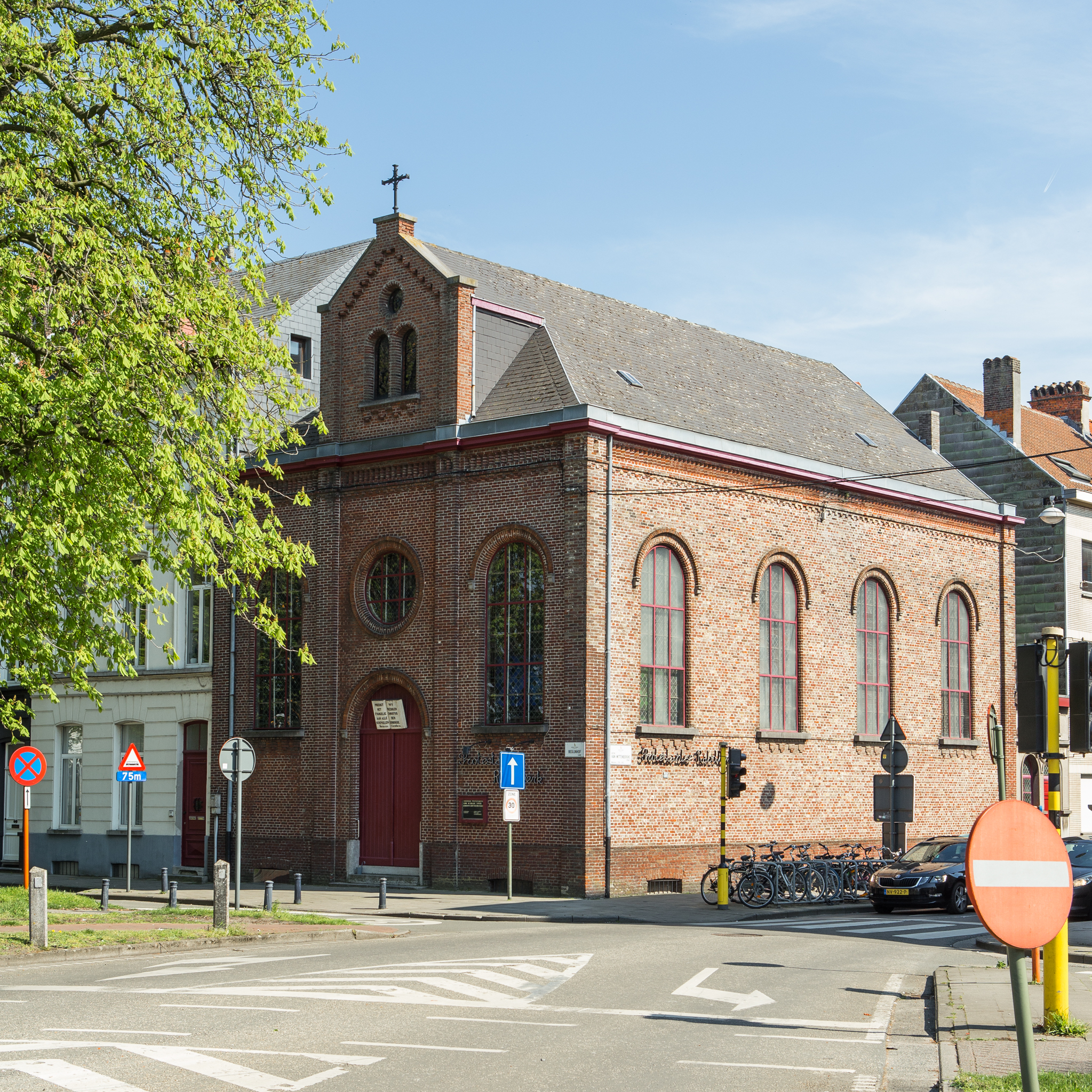
Rabotkerk

De Rabotkerk is een kerkgebouw aan de Begijnhoflaan van de Belgische stad Gent. Het gebouw is gelegen aan de grens van het vroegere begijnhof met het Rabot. Het is een kerk van de Verenigde Protestantse Kerk in België.
Iedere zondag, vanaf 10u, worden hier diensten gehouden door de protestantse gemeenschap.

## Gebouw
Het gebouw is opgetrokken in baksteen en heeft vier traveeën. De ramen zijn rondboogvensters en de voorgevel is voorzien van pilasters.